# Кагаминэ Рин/Лен
Рин/Лен Кагами́нэ (яп. 鏡音リン・レン Кагаминэ Рин・Рэн) — японский дуэт виртуальных певцов, созданный компанией Crypton Future Media 27 декабря 2007 года для программного обеспечения Vocaloid 2, а позднее и для Vocaloid 4 и Piapro Studio. Они являются вторыми вокалоидами из серии Character Vocal Series.
Голосовым провайдером персонажей является японская актриса и сэйю Асами Симода, а их дизайн был разработан японским иллюстратором и мангакой KEI Garou, также создавший образ для других вокалоидов. Каждый вокал имеет отдельную библиотеку, позволяя создавать как сольные, так и дуэтные композиции, являясь уникальным случаем.
С момента выпуска Рин и Лен Кагаминэ приобрели широкую популярность в фанатском и музыкальном сообществе Vocaloid, вдохновив на создание тысячи оригинальных песен, фан-артов и видеоклипов. Они стали важной частью культуры Vocaloid и регулярно появляются на концертах с голографическим проецированием.

## Разработка
Первое упоминание Рин Кагаминэ датируется 10 августа 2007 года, когда на сайте Crypton Future Media были опубликованы изображения трёх анонсированных вокалоидов: после арта Мику Хацунэ следующим шёл силуэт на тот момент безымянного персонажа, которым и оказалась Рин; само её имя было раскрыто 1 ноября 2007 года, а выпуск был запланирован на конец 2007 года.
Изначально Рин задумывалась как отдельный женский вокал на контрасте с Мику Хацунэ, обладающий более мощным и ярким тембром, однако в ходе разработки персонажа, в Crypton Future Media появилась идея о создании дуэта мужского и женского вокалов из-за надобности в мужском вокалоиде после провала продаж KAITO, вследствие чего в паре к Рин был добавлен юноша — Лен Кагаминэ. Официально Кагаминэ были представлены публике 27 декабря 2007 года под кодовым названием СV02, став таким образом вторыми персонажами в линейке Character Vocal Series.
Первоначально дуэт планировали сделать близнецами, однако идея не прижилась из-за того, что в различных песнях с участием их взаимоотношения были разными (начиная от отношений брат-сестра и заканчивая романтическими чувствами), поэтому в Crypton было объявлено, что персонажи не являются ни близнецами, ни любовниками, а разработчик компании Ватару Сасаки (также известный как wat) описал их как персонажей с двумя телами и одной душой.
Фамилия Кагаминэ состоит из двух кандзи: «кагами» (яп. 鏡, зеркало) и «нэ» (яп. 音, звук), что буквально переводится как «зеркальный звук» (то есть эхо), а имена — это адаптированные под японский язык английские слова left («лево») и right («право»), символизируя их взаимосвязь как дуэт. Согласно интервью провайдера голоса персонажей Асами Симоды, их имена являются отсылкой на персонажей Кен и Лин из аниме «Кулак Полярной звезды».

### Дополнения
18 июля 2008 года была выпущена Kagamine Rin & Len act2 — улучшенная версия оригинального голосового банка для Vocaloid 2. Основной целью выпуска стало исправление качества вокалов из-за многочисленных жалоб пользователей, особенно на неестественное звучание и трудности при создании гармоничных дуэтов между голосами Рин и Лена. Компания Crypton Future Media провела повторную запись голосовых данных с сэйю Асами Симодой, используя обновлённые методы обработки и сведения звука.
27 декабря 2010 года в день рождения вокалоидов вышло новое расширение для Vocaloid 2 Kagamine Rin & Len Append. Обновление содержит шесть голосовых тонов: три для Рин — Power, Warm, Sweet, и три для Лена — Power, Cold, Serious. В одном из интервью Асами Симода заявила, что на запись всех звуков и слов для данной версии ушло 25 часов (то есть по 4 часа в день).
Версия Kagamine Rin & Len V4X была выпущена 24 декабря 2015 года и представляла собой значительное обновление вокальных библиотек на базе движка Vocaloid 4. Она включала усовершенствованные японские и английские голосовые банки с поддержкой технологии E.V.E.C. (Enhanced Voice Expression Control), которая позволяла пользователям более гибко управлять эмоциональной окраской и тембром голосов. В дополнение к улучшениям звучания Kagamine Rin & Len V4X получили переработанный дизайн от художника iXima, сохранивший узнаваемый стиль персонажей, но с обновлёнными деталями и более современной эстетикой. Новая версия также включала официальные демо-песни, демонстрирующие потенциал голосов в разных жанрах, от поп-музыки до рок-композиций.
Очередное дополнение программных обеспечений Vocaloid 3 и 4 SUPER PACK для персонажей из линейки Character Vocal Series (в том числе для Кагаминэ), выпущенное 30 августа 2024 года, включает в себя все голосовые банки из стандартной версии (Power, Warm, Sweet и Serious для японского вокала, а также английский банк), а также дополнительные материалы: официальное программное обеспечение Piapro Studio, редактор VOCALOID4 Editor (в некоторых изданиях), бонусные инструменты и эффекты, а также демо-треки и иллюстрации. Как и остальные вокалоиды из серии Character Vocal Series, Кагаминэ подверглись редизайну.

## Личные данные
Обоим вокалоидам по 14 лет. Рост Рин составляет 152 см, а вес — 43 кг, в то время как Лен имеет рост в 156 см и вес в 47 кг. Оба имеют жёлтые волосы. Иногда Рин изображается фанатами с апельсинами в качестве атрибута из-за цветовой гаммы и бантика на голове, который напоминает листья апельсина, а Лена ассоциируют с бананами из-за преобладающего жёлтого оттенка и причёски, похожей на кожуру банана.
На левое плечо Рин нанесена татуировка с числом 02, означающая её последовательность в серии Character Vocal Series. При этом неизвестно, есть ли подобная татуировка у Лена, поскольку на официальных артах его плечо прикрыто рукавом футболки.
Ещё одним атрибутом Рин (а иногда и Лена) является дорожный каток, который появился в раннем коммьюнити Vocaloid и используется реже: 1 декабря 2007, ещё за несколько недель до официального релиза виртуальной певицы (Лен тогда ещё не был анонсирован), на японском видеохостинге Nico Nico Douga был опубликован фанатский ролик, где Мику Хацунэ говорит, как ей нравится лук-порей, являющийся её аксессуаром; затем она задаётся вопросом, каким отличительным предметом должен быть у Рин Кагаминэ, на что Мику после отвечает, что им должен быть дорожный каток, поскольку он тоже имеет жёлтый цвет, также косвенно упоминая, что машину в качестве оружия использовал один из главных антагонистов известной манги JoJo's Bizarre Adventure Дио Брандо, который тоже является блондином, а также использует боевой клич WRYYYYY, созвучный с именем Рин; впоследствии видео стало популярным на видеохостинге, а Рин и Лен с дорожным катком были отображены поклонниками в различных анимационных клипах.
| Возраст       | 14 лет     |
| День рождения | 27 декабря |
| Рост          | 152 см     |
| Вес           | 43 кг      |

| Append  | Рекомендуемый темп     | Рекомендуемый вокальный диапазон |
| ------- | ---------------------- | -------------------------------- |
| ACT2    | 85–175 ударов в минуту | F♯3–C♯5                          |
| Мощный  | 65–170 ударов в минуту | F3–B4                            |
| Тёплый  | 60–160 ударов в минуту | F3–B4                            |
| Сладкий | 55–155 ударов в минуту | G3–C5                            |

| V4X        | Рекомендуемый темп     | Рекомендуемый вокальный диапазон |
| ---------- | ---------------------- | -------------------------------- |
| Мощный     | 50–170 ударов в минуту | F2–E4                            |
| Тёплый     | 50–160 ударов в минуту | F2–C4                            |
| Сладкий    | 55–155 ударов в минуту | G2–D4                            |
| Английский | 55–155 ударов в минуту | G2–B3                            |

| Возраст       | 14 лет     |
| День рождения | 27 декабря |
| Рост          | 156 см     |
| Вес           | 47 кг      |

| Append    | Рекомендуемый темп     | Рекомендуемый вокальный диапазон |
| --------- | ---------------------- | -------------------------------- |
| ACT2      | 70–160 ударов в минуту | D3–C♯5                           |
| Мощный    | 65–170 ударов в минуту | A2–D4                            |
| Холодный  | 60–160 ударов в минуту | B2–C4                            |
| Серьёзный | 55–155 ударов в минуту | A2–C4                            |

| V4X        | Рекомендуемый темп     | Рекомендуемый вокальный диапазон |
| ---------- | ---------------------- | -------------------------------- |
| Мощный     | 60–170 ударов в минуту | D2–D4                            |
| Холодный   | 60–160 ударов в минуту | E2–C4                            |
| Серьёзный  | 55–155 ударов в минуту | F2–C4                            |
| Английский | 55–155 ударов в минуту | E2–G♯3                           |

## Восприятие
В первые дни релиза продажи голосовых банков Кагаминэ составляло около 20,000 единиц, что было наполовину ниже, чем у Мику Хацунэ с 40,000 единицами, поскольку их голосовые банки подверглись критике из-за низкого качества звука, невзирая на ожидания поклонников. Тем не менее, последующие обновления стабилизировали ситуацию, сделав их одними из известных вокалоидов.
Дуэт вокалоидов во многом обязан своей популярности японскому видеохостингу Nico Nico Douga: 29 декабря 2007 года, спустя два дня релиза, на сайте была опубликована песня «Ore no Road Roller da!» (с яп. — «Это мой дорожный каток!») с их участием, где Рин и Лен изображены ездящими на дорожном катке. В итоге этот видеоклип стал интернет-мемом на хостинге, а сами двойники стали неотъемлемой частью сообщества Vocaloid, появляясь в различных фанатских анимациях и песнях. В манге Hatsune Miku: Unofficial Hatsune Mix, написанной KEI, они показаны братом и сестрой. Также Кагаминэ являются одними из основных персонажей серии игр Hatsune Miku: Project DIVA. 
Первый дебют Кагаминэ Рин и Лена на сцене состоялся 2 июля 2011 года в американском Лос-Анджелесе на концерте «Mikunopolis», где помимо них участие приняли Мику Хацунэ и Лука Мэгуринэ.
Невзирая на то, что оба вокалоида выступают в паре, Рин превосходит по популярности своего партнёра Лена, занимая третье место по популярности среди вокалоидов, уступая Мику Хацунэ и GUMI; сам же Лен находится на пятой строчке. Самой популярной песней является Girl A от ныне покойного Мизогути Рё (также известный как siinamota) в исполнении Рин Кагаминэ, набравшая более 160 млн просмотров на YouTube и 1,5 млн на Niconico.
Ещё одним ярким примером песен с участием Кагаминэ является серия Evillious Chronicles от mothy (в частности, «Aku no musume» и её продолжения «Aku no meshitsukai» и «regret message»), где Рин и Лен представлены в образах жестокой принцессы (Рилиан Люцифен д’Отриш) и её слуги (Аллен Авадония) соответственно.
Вокалоиды были показаны в одном из эпизодов аниме-адаптации манги «Прощайте, горе-учитель» в качестве камео, где они выступали в качестве кандидатов для озвучки Мэру Отонаси.
Изображение вокалоидов было нанесено на спортивный автомобиль Nissan Fairlady Z33 команды MOLA на гоночных соревнованиях Super GT 2008 года, проводившиеся в Японии на Фудзи Спидвей, где команда одержала победу в классе GT300, заняв первое место.